# Berberis montevidensis
Berberis montevidensis är en berberisväxtart som beskrevs av Sohneider. Berberis montevidensis ingår i släktet berberisar, och familjen berberisväxter. Inga underarter finns listade i Catalogue of Life.